# Stacey Kent
Stacey Kent (South Orange, 27 de março de 1965) é uma cantora de jazz americana. Foi indicada ao Grammy por sua performance no álbum "Breakfast On The Morning Tram" de 2007.

## Biografia
Kent graduou-se em literatura comparada no Sarah Lawrence College em Nova Iorque, e mudou-se para Inglaterra após sua graduação para estudar na Guildhall School of Music and Drama, em Londres. Nesta cidade conheceu o saxofonista Jim Tomlinson, com quem casou em Agosto de  1991.

## Carreira
Seu primeiro álbum, Close Your Eyes, foi lançado em 1997. Lançou outros cinco álbuns desde então, e participou nos álbuns de Tomlinson, cujo The Lyric (2005), recebeu o prêmio de álbum do ano no BBC Jazz Awards, 2006. 
Stacey recebeu o prêmio de melhor vocalista no British Jazz Award (2001) e BBC Jazz Award (2002).
Seu álbum The Boy Next Door foi disco de ouro na França em setembro de 2006. O álbum Breakfast On The Morning Tram, conquistou o disco de ouro três meses após seu lançamento na França.

## Discografia
- Close Your Eyes (1997)
- The Tender Trap (1998)
- Only Trust Your Heart (1999)

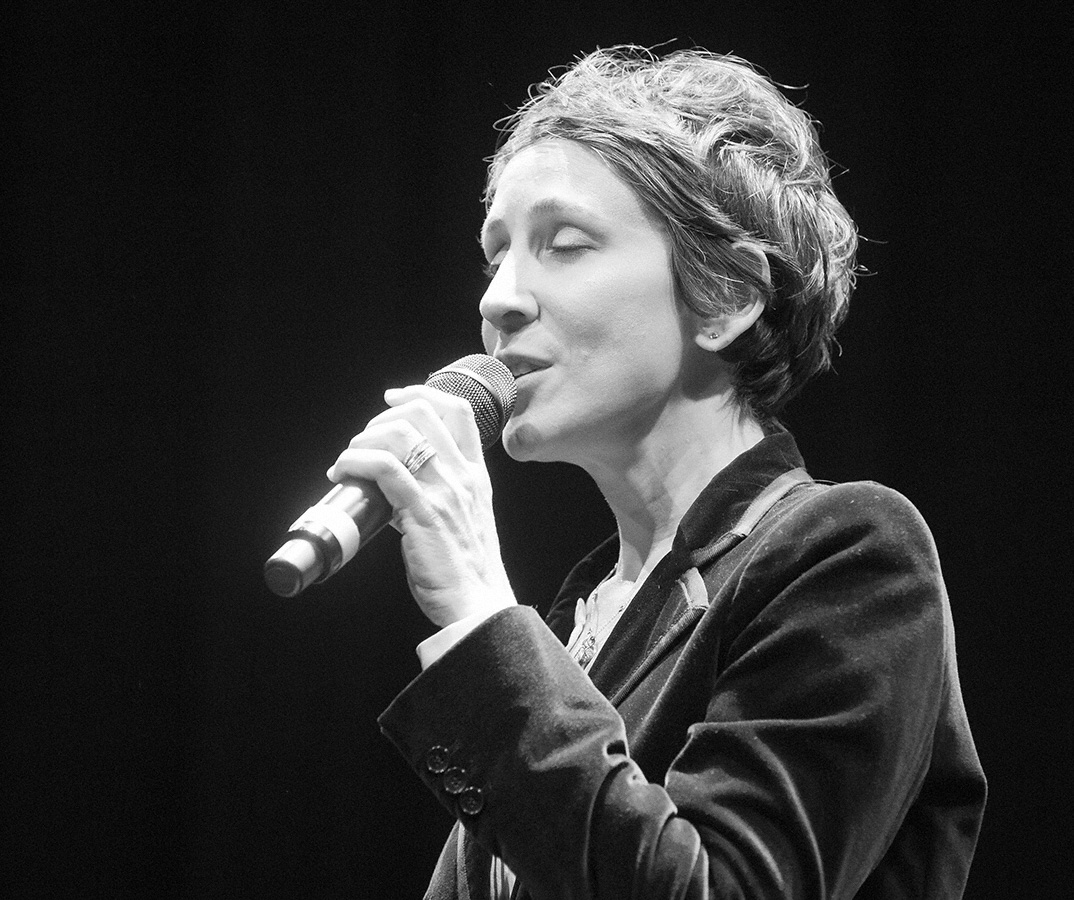
Stacey Kent (2016)

- Let Yourself Go: Celebrating Fred Astaire (2000)
- Dreamsville (2001)
- Brazilian Sketches (2001)
- In Love Again: The Music of Richard Rodgers (2002)
- The Boy Next Door (2003)
- The Christmas Song (single, 2003)
- SK Collection (2001)
- SK Collection II (2003)
- SK Collection III (2006)
- The Lyrics (2006)
- Breakfast On The Morning Tram (2007)
- Raconte-Moi (2010)
- Dreamer In Concert (2011)
- The Changing Lights (2013) (onde estão incluídas duas músicas originais em português)

## Prêmios e honrarias
- British Jazz Award em 2001
- BBC Jazz Awards - "Melhor Vocalista Feminina" em 2002
- Chevalier des Arts et Lettres, condecoração do governo francês conferida pela ministra da cultura Christine Albanel, em março, 2009.[2]